# Vangueria cinnamomea
Vangueria cinnamomea är en måreväxtart som beskrevs av Moritz Kurt Dinter. Vangueria cinnamomea ingår i släktet Vangueria och familjen måreväxter.
Artens utbredningsområde är Namibia. Inga underarter finns listade i Catalogue of Life.